# Campeonato Cearense de Futebol de 2010
O Campeonato Cearense de Futebol de 2010 foi a 96ª edição do torneio.

## Fórmula de disputa
Assim como nas últimas edições, os participantes jogam em fase classificatória. No primeiro turno, os clubes jogam em confrontos diretos, somente em sistema de "ida", classificando-se para as semifinais os quatro primeiros colocados. Na semifinal, os jogos se dão por cruzamento olímpico (o 1° colocado enfrenta o 4° colocado e o 2° enfrenta o 3°), em uma única partida. Os vencedores se enfrentaram na final do turno também em partida única, sendo o vencedor do confronto declarado o campeão do 1° turno.
No segundo turno, os clubes jogam em confrontos diretos, somente em sistema de "volta", classificando-se para as semifinais os quatro primeiros colocados. As semifinais e final se darão da mesma maneira do 1° turno.
As equipes vencedoras de cada turno disputam entre si dois jogos finais, sendo o vencedor do confronto declarado campeão cearense e representante do Ceará na Copa do Brasil de 2011. Caso a mesma equipe conquiste os dois turnos, será declarada campeã automaticamente.
As equipes classificadas em décimo primeiro e décimo segundo lugares serão rebaixadas e deverão disputar a 2ª divisão do Campeonato Cearense de 2011.
As duas equipes do interior do estado de melhor campanha em todo o campeonato e que não tenham vencido nenhum turno, decidirão o título de Campeão do Interior, que será realizado em duas partidas, em ida e volta.

### Critérios de desempate
O desempate entre duas ou mais equipes segue a ordem definida abaixo:
1. Maior número de vitórias
2. Melhor saldo de gols
3. Maior número de gols marcados
4. Confronto direto (somente entre duas equipes)
5. Menor número de cartões vermelhos recebidos
6. Menor número de cartões amarelos recebidos
7. Sorteio

## Equipes participantes
| Equipe      | Cidade            | Em 2009      | Estádio      | Capacidade |
| ----------- | ----------------- | ------------ | ------------ | ---------- |
| Boa Viagem  | Boa Viagem        | 6º (Série A) | Serjão       | 5.000      |
| Ceará       | Fortaleza         | 2º (Série A) | Castelão     | 58.400     |
| Crato       | Crato             | 2º (Série B) | Mirandão     | 10.000     |
| Ferroviário | Fortaleza         | 3º (Série A) | Elzir Cabral | 8.000      |
| Fortaleza   | Fortaleza         | 1º (Série A) | Castelão     | 58.400     |
| Guarani     | Juazeiro do Norte | 3º (Série B) | Romeirão     | 10.000     |
| Guarany     | Sobral            | 4º (Série A) | Junco        | 10.000     |
| Horizonte   | Horizonte         | 7º (Série A) | Domingão     | 10.000     |
| Itapipoca   | Itapipoca         | 8º (Série A) | Perilão      | 5.000      |
| Limoeiro    | Limoeiro do Norte | 1º (Série B) | Bandeirão    | 3.000      |
| Maranguape  | Maranguape        | 5º (Série A) | Moraisão     | 2.000      |
| Quixadá     | Quixadá           | 9º (Série A) | Abilhão      | 5.000      |

## Primeiro turno (Taça Estado do Ceará)

### Primeira fase
| 1  | Ferroviário         | 21 | 11 | 6 | 3 | 2 | 15 | 8  | +7  |
| 2  | Guarany de Sobral   | 21 | 11 | 5 | 6 | 0 | 16 | 11 | +5  |
| 3  | Horizonte           | 20 | 11 | 6 | 2 | 3 | 25 | 16 | +9  |
| 4  | Fortaleza           | 20 | 11 | 6 | 2 | 3 | 22 | 15 | +7  |
| 5  | Guarani de Juazeiro | 19 | 11 | 6 | 1 | 4 | 17 | 17 | 0   |
| 6  | Crato               | 15 | 11 | 5 | 0 | 6 | 16 | 12 | +4  |
| 7  | Ceará               | 13 | 11 | 4 | 1 | 6 | 18 | 14 | +4  |
| 8  | Quixadá             | 13 | 11 | 4 | 1 | 6 | 19 | 29 | -10 |
| 9  | Itapipoca           | 13 | 11 | 3 | 4 | 4 | 16 | 21 | -5  |
| 10 | Maranguape          | 10 | 11 | 3 | 1 | 7 | 13 | 18 | -5  |
| 11 | AD Limoeiro         | 10 | 11 | 2 | 4 | 5 | 17 | 26 | -9  |
| 12 | Boa Viagem          | 9  | 11 | 2 | 3 | 6 | 13 | 20 | -7  |

### Fase final
|  | Semifinal                  | Semifinal |       |  | Final                      | Final |  |
|  |                            |           |       |  |                            |       |  |
|  | 20 de fevereiro - Junco    |           |       |  |                            |       |  |
|  | Guarany de Sobral          | 2 (5)     |       |  |                            |       |  |
|  | Horizonte                  | 2 (4)     |       |  |                            |       |  |
|  |                            |           |       |  |                            |       |  |
|  |                            |           |       |  | 28 de fevereiro - Castelão |       |  |
|  |                            |           |       |  | Guarany de Sobral          | 4 (4) |  |
|  |                            | Fortaleza | 4 (5) |  |                            |       |  |
|  |                            |           |       |  |                            |       |  |
|  |                            |           |       |  |                            |       |  |
|  |                            |           |       |  |                            |       |  |
|  | 21 de fevereiro - Castelão |           |       |  |                            |       |  |
|  | Ferroviário                | 1         |       |  |                            |       |  |
|  | Fortaleza                  | 2         |       |  |                            |       |  |

### Premiação
| Taça Estado do Ceará de 2010                                |
| Fortaleza                                                   |
| ----------------------------------------------------------- |
| FORTALEZA Campeão (classificado para a final do campeonato) |

## Segundo turno (Taça Cidade de Fortaleza)

### Primeira fase
| 1  | Ceará               | 25 | 11 | 7 | 4 | 0 | 23 | 4  | +19 |
| 2  | Guarany de Sobral   | 21 | 11 | 6 | 3 | 2 | 23 | 12 | +11 |
| 3  | Horizonte           | 21 | 11 | 6 | 3 | 2 | 19 | 12 | +7  |
| 4  | Crato               | 18 | 11 | 6 | 0 | 5 | 13 | 16 | -3  |
| 5  | Ferroviário         | 18 | 11 | 5 | 3 | 3 | 16 | 15 | +1  |
| 6  | Fortaleza           | 17 | 11 | 5 | 2 | 4 | 17 | 13 | +4  |
| 7  | AD Limoeiro         | 12 | 11 | 4 | 0 | 7 | 17 | 17 | 0   |
| 8  | Maranguape          | 12 | 11 | 3 | 3 | 5 | 11 | 15 | -4  |
| 9  | Itapipoca           | 12 | 11 | 3 | 3 | 5 | 13 | 18 | -5  |
| 10 | Quixadá             | 11 | 11 | 3 | 2 | 6 | 8  | 23 | -15 |
| 11 | Guarani de Juazeiro | 9  | 11 | 1 | 6 | 4 | 12 | 16 | -4  |
| 12 | Boa Viagem          | 7  | 11 | 2 | 1 | 8 | 12 | 23 | -11 |

### Fase final
|  | Semifinal              | Semifinal |   |  | Final                  | Final |  |
|  |                        |           |   |  |                        |       |  |
|  | 10 de abril - Junco    |           |   |  |                        |       |  |
|  | Guarany de Sobral      | 2         |   |  |                        |       |  |
|  | Horizonte              | 1         |   |  |                        |       |  |
|  |                        |           |   |  |                        |       |  |
|  |                        |           |   |  | 18 de abril - Castelão |       |  |
|  |                        |           |   |  | Guarany de Sobral      | 0     |  |
|  |                        | Ceará     | 1 |  |                        |       |  |
|  |                        |           |   |  |                        |       |  |
|  |                        |           |   |  |                        |       |  |
|  |                        |           |   |  |                        |       |  |
|  | 11 de abril - Castelão |           |   |  |                        |       |  |
|  | Ceará                  | 4         |   |  |                        |       |  |
|  | Crato                  | 0         |   |  |                        |       |  |

### Premiação
| Taça Cidade de Fortaleza de 2010                        |
| Fortaleza                                               |
| ------------------------------------------------------- |
| CEARÁ Campeão (classificado para a final do campeonato) |

## Final do interior (Taça Padre Cícero)
As duas equipes do interior cearense, melhor colocadas na classificação geral, fazem a final da Taça Padre Cícero. Em 2010, Guarany de Sobral e Horizonte participaram do jogo.
Primeiro jogo
| 21 de abril | Horizonte                                                                  | 7 – 0 | Guarany de Sobral | Estádio Domingão, Horizonte |
|             | André Cassaco , · Gleydson · Leandro · Júnior Cearense · Gerson · Elanardo |       |                   |                             |

Segundo jogo
| 24 de abril | Guarany de Sobral | 2 – 5 | Horizonte                                            | Estádio do Junco, Sobral |
|             | Wanderley         |       | Leandro · Júnior Cearense · Stênio · Júnior Cearense |                          |

### Premiação
| Taça Padre Cícero de 2010     |
| ----------------------------- |
| Horizonte                     |
| HORIZONTE Campeão (1º título) |

## Final do campeonato
Primeiro jogo
| 25 de abril | Fortaleza         | 1 – 0          | Ceará | Estádio Castelão, Fortaleza                                          |
| 16:00       | Paulo Isidoro 78' | Súmula Borderô |       | Público: 24,916 Renda: R$ 400.580,00 Árbitro: PR Heber Roberto Lopes |

| Cores do Time | Cores do Time | Cores do Time |
| Cores do Time |               |               |
| Cores do Time |               |               |
|               |               |               |
| Fortaleza     |               |               |

| Cores do Time | Cores do Time | Cores do Time |
| Cores do Time |               |               |
| Cores do Time |               |               |
|               |               |               |
| Ceará         |               |               |

Segundo jogo
| 2 de maio | Ceará                    | 2 – 1          | Fortaleza | Estádio Castelão, Fortaleza                                         |
| 16:00     | Misael 47' · Geraldo 84' | Súmula Borderô | 75' Tatu  | Público: 52,766 Renda: R$ 914.920,00 Árbitro: SP Wilson Luiz Seneme |

|                                       |       | Penalidades                            |  |
| Fabrício Erick Flores Ernandes Misael | 1 – 3 | Paulo Isidoro Guto Bruno de Jesus Tatu |  |

| Cores do Time | Cores do Time | Cores do Time |
| Cores do Time |               |               |
| Cores do Time |               |               |
|               |               |               |
| Ceará         |               |               |

| Cores do Time | Cores do Time | Cores do Time |
| Cores do Time |               |               |
| Cores do Time |               |               |
|               |               |               |
| Fortaleza     |               |               |

### Premiação
| Campeonato Cearense de 2010          |
| Fortaleza                            |
| ------------------------------------ |
| FORTALEZA Tetra-Campeão (39º título) |

## Classificação geral
A classificação geral dá prioridade aos times que foram campeões de turno, bem como ao campeão, ainda que tenham menor pontuação.

## Artilharia
| Gols            | Jogador     | Time |
| --------------- | ----------- | ---- |
| 12              |             |      |
| Júnior Cearense | Horizonte   |      |
| 11              |             |      |
| Betinho         | Fortaleza   |      |
| 10              |             |      |
| Rafael          | Ferroviário |      |
| 10              |             |      |
| Tatu            | Fortaleza   |      |
| 9               |             |      |
| André Luiz      | Horizonte   |      |
| 9               |             |      |
| Lequinha        | AD Limoeiro |      |
| 8               |             |      |
| Felipe Klein    | Ferroviário |      |
| 8               |             |      |
| Serginho        | Boa Viagem  |      |

## Maiores públicos
| Nº | Público | Mandante  | Placar | Visitante         | Local    | Data            |
| -- | ------- | --------- | ------ | ----------------- | -------- | --------------- |
| 1  | 57.489  | Ceará     | 2–1    | Fortaleza         | Castelão | 2 de maio       |
| 2  | 28.119  | Fortaleza | 1–3    | Ceará             | Castelão | 23 de março     |
| 3  | 27.459  | Fortaleza | 1–0    | Ceará             | Castelão | 25 de abril     |
| 4  | 22.706  | Fortaleza | 4–4    | Guarany de Sobral | Castelão | 28 de fevereiro |
| 5  | 21.014  | Ceará     | 0–0    | Fortaleza         | Castelão | 31 de janeiro   |

## Média de público
A média de público considera apenas os jogos da equipe como mandante. Tendo, nas semifinais e finais, o público dividido, igualmente, para os dois clubes.
| Nº | Time              | Total   | Jogos | Média  |
| -- | ----------------- | ------- | ----- | ------ |
| 1  | Ceará             | 154 165 | 14    | 11 012 |
| 2  | Fortaleza         | 93 833  | 14    | 6 702  |
| 3  | Guarany de Sobral | 54 864  | 15    | 3 658  |
| 4  | Ferroviário       | 18 894  | 12    | 1 575  |
| 5  | Crato             | 16 990  | 12    | 1 416  |

| Maior média de público do Cearense 2010 |
| Fortaleza                               |
| --------------------------------------- |
| CEARÁ Segundo ano seguido (12ª vez)     |

- i. ^ Considera-se apenas o público pagante.

## Premiação (Troféu Verdes Mares)
- Craque do Campeonato: Júnior Cearense (Horizonte).
- Craque da Galera: Geraldo (Ceará).
- Seleção do campeonato: Jéfferson (Guarany de Sobral); Peter (Fortaleza), Fabrício (Ceará), Júnior Alves (Guarany de Sobral) e Jony (Guarany de Sobral); Ricardo Baiano (Guarany de Sobral), Júnior Cearense (Horizonte), Paulo Isidoro (Fortaleza) e Geraldo (Ceará); Betinho (Fortaleza) e Clodoaldo (Guarany de Sobral).
- Artilheiro: Júnior Cearense (Horizonte), 12 gols.
- Melhor técnico: Filinto Holanda (Horizonte).
- Melhor árbitro: Luzimar Siqueira.
- Goleiro menos vazado: Diego (Ceará)
- Revelação: Rafael (Ferroviário).
- Homenageado: Geraldino Saravá.
- Clube homenageado: Ceará, pelo acesso à Série A de 2010.